# Monti Herbert
I Monti Herbert sono un notevole gruppo di vette rocciose situate sul fianco orientale del Ghiacciaio Gordon, facenti parte della Catena di Shackleton, nella Terra di Coats in Antartide. 

## Storia
Furono mappati per la prima volta nel 1957 dalla Commonwealth Trans-Antarctic Expedition (CTAE). Ricevettero questa denominazione in onore di Edwin S. Herbert, responsabile del "Finance Committee" e membro del "Committee of Management" della CTAE tra il 1955 e il 1958.

## Elementi significativi della catena
- Bernhardi Heights
- Bonney Bowl
- Charlesworth Cliffs
- Charpentier Pyramid
- Geikie Nunatak
- Högbom Outcrops
- Hollingworth Cliffs
- Jamieson Ridge
- Kendall Basin
- Maclaren Monolith
- Monte Absalom
- Ramsay Wedge
- Ghiacciaio Schimper
- Shaler Cliffs
- Sumgin Buttress
- Venetz Peak